# Jacob Aall
Jacob Aall (27. července 1773 Porsgrunn – 4. srpna 1844 Ardenal) byl norský politik, pamfletista a podnikatel.

## Život
Aall se narodil v Porsgrunnu jako syn obchodníka se dřevem Nicolaie Benjamina Aalla a jeho manželky Amjørg Jørgensdatter Wesseltoftovové. Oba jeho bratři Niels Aall a Jørgen Aall působili jako politici a podnikatelé. Vystudoval nejprve teologii v Kodani, posléze přírodní vědy na univerzitách v Kielu, v Lipsku a v Göttingenu. Po otcově smrti v roce 1798 se začal živit hutním průmyslem. Podílel se na vyhlášení svrchovanosti Norska v roce 1814. Téhož roku byl poslancem ústavodárného shromáždění. Mezi lety 1815–1817, 1821–1823, 1827–1829, 1830–1832 a 1839–1841 působil jako člen norského parlamentu. Následně se stáhl z veřejného života. Zemřel roku 1844. Je autorem významných děl Faedrelandske ideer (1809), Nutid og fortid (1832—36), Snorre Sturlessöns norske kongesagaer (1813) a Erindringer som bidrag til Norges historie (1800—15). Mimo jiné byl také mecenášem literatury.